# Mazda Tribute Hayate
Le Mazda Tribute Hayate est un concept car du constructeur automobile Japonais Mazda, présenté au salon de Birmingham en 2000.

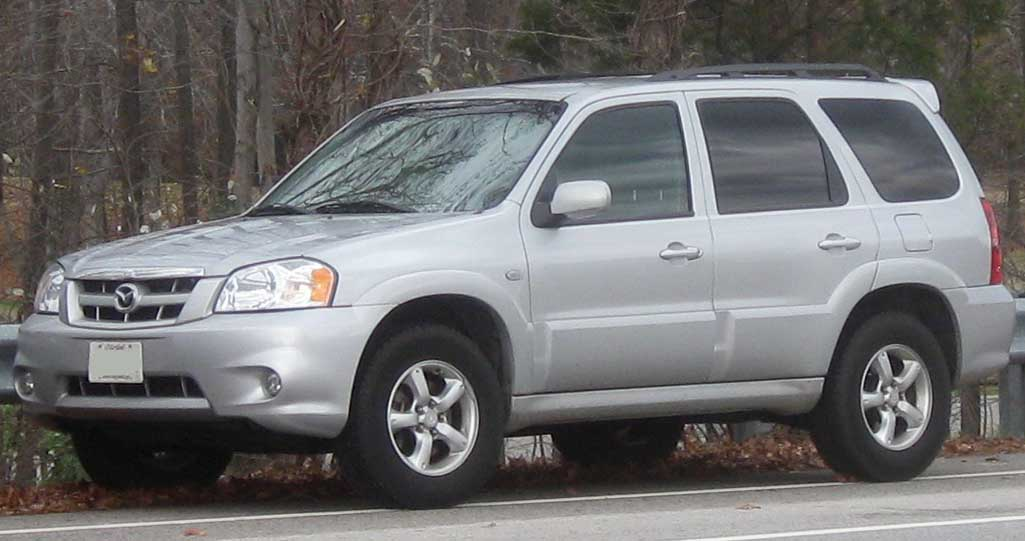
Le Mazda Tribute de série inspiré par les concepts Activehicle et Tribute Hayate.

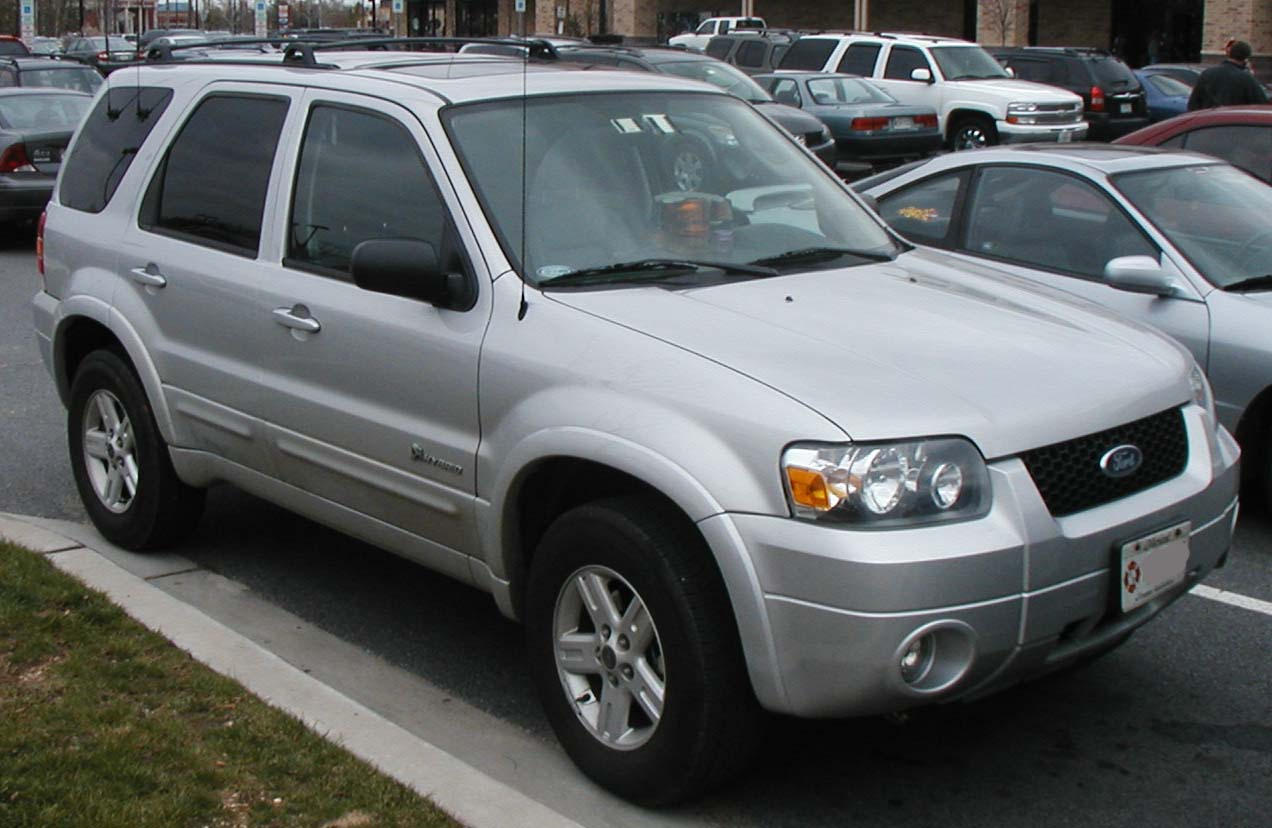
Le Ford Escape, jumeau du Mazda Tribute

Dévoilé aux côtés de la Mazda 323 MPS Concept, il se présente sous la forme d'un SUV tout-terrain, il succède au concept Mazda Activehicle et préfigure le Mazda Tribute de première génération ainsi que le Ford Escape.